# إعلام الواقع
إعلام الواقع هو نوع من انواع الإعلام تستخدم فيه نظريات مختلفة مثل الصحافة والدراسات الإعلامية. وإعلام الواقع يتكون من ظواهر واقعية وقبل كل شيء من الحقائق. ممكن انتاجه وادراكه وفحصه. ومع ذلك يمكن للشخص تمييز الإعلام الواقع حسب مستوى الواقعية لديه.
- مشاركة الحقائق، على سبيل المثال،  نقل معلومات دقيقة حول الأحداث والأوضاع في العالم.
- بناء الواقع، على سبيل المثال، الأفلام, الاعلان، المسلسلات التلفزيونية.

وظيفة إعلام الواقع، تمثيل الحقائق، أو إعادة بناء جزء منه. من خلال التجربة والحقائق، ويؤثر إعلام الواقع على المشاهدين والقراء والمستمعين، ويظهر الآثار الاجتماعية والآثار النفسية.
سمة من سمات إعلام الواقع: اسلوب العرض في وسائل الإعلام يؤكد الواقع – كبديل عن الحقائق أو الأخبار الحقيقية.

## الروابط
- مصطلحات إعلام الواقع   (PDF; 97 kB)